# IC 5002
IC 5002 је лентикуларна галаксија у сазвјежђу Телескоп која се налази на листи објеката дубоког неба у Индекс каталогу.
Деклинација објекта је - 54° 47' 57" а ректасцензија 20h 26m 40,0s. Привидна величина (магнитуда) објекта IC 5002 износи 13,2 а фотографска магнитуда 14,2. IC 5002 је још познат и под ознакама ESO 186-44, AM 2022-545, PGC 64695.